# Menelaosz spártai király

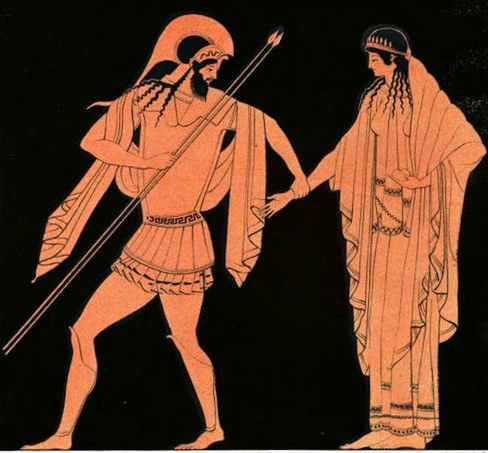
Menelaosz és Helené (antik vázakép)

Menelaosz (görög betűkkel Μενέλαος, a „nép vezére”) spártai király a görög mitológiában, Atreusz és  Aeropé fia, Agamemnón testvére. Felesége Helené, akitől egy lánya (Hermioné) és egy fia (Megapenthész) született.

## Története
Egy spártai pestisjárvány alkalmával a pestis istene, Apollón jósdája azt az orákulumot adta Menelaosznak, hogy a járvány akkor szűnik meg, ha Trójában Khimaireusz sírjánál mutat be áldozatot Apollónnak. Menelaosz megtette ezt, vendéglátója Parisz volt. Parisz később viszonozta a vendégséget és meglátogatta Spártát. Menelaosz épp egy temetésen volt, Parisz trójai királyfi elrabolta Helenét és a király kincseit. Más források szerint nem történt rablás, hanem Helené önszántából szökött el, mert Menelaosz ágya kiesett kegyeiből. Ezért Menelaosz összehívta Helené hajdani kérőit (ugyanis azok még a lány kezéért való versengésnél megesküdtek egymásnak, hogy mindig megvédik Helené leendő férjét), hogy hadjáratot indítsanak Trója ellen. Menelaosz hatvan hajóval indult el, és először Odüsszeusz kíséretében próbálta békés úton visszaszerezni feleségét. Mivel ez nem sikerült, a görögök tíz évig ostromolták Tróját. A háború végén hajójára hurcolta Helenét és meg akarta ölni, de Odüsszeusz közbenjárására megkegyelmezett neki. Nyolc évig tartott a hazaútja, a görög királyok közül egyedül neki volt szerencsés útja. Már éppen elérte a Attikai-félszigetet amikor egy vihar messze elsodorta hazájától, egészen Ciprusig, ahonnan eljutott Föníciába, Líbiába és Egyiptomba. A gazdag vidékeken újabb kincseket gyűjtött a Trójában szerzett mellé. Egyiptomban azonban elfelejtett áldozni az isteneknek és így két hetet kellett tétlen várakoznia. Menelaosz gondjaiba merülve sétált a tenger partján. Egy tengeri nimfa megsajnálta, és azt tanácsolta nekik, hogy látogassa meg Próteuszt, a tenger öregjét. A spártai király három társával jött ki a partra, hisz tudták, hogy az idős isten mindenféle alakot tud ölteni ha menekülni akar, de minden délben kijön a partra, megszámolja a fókáit, és visszamegy a vízbe. Négy fóka lenyúzott bőrével álcázták magukat, és mikor Próteusz elhaladt mellettük, rávetették magukat. Ezután több alakban is próbált menekülni előlük, de Meneláoszék nem engedtek a szorításon. Próteusz végül elárulta nekik, hogy a Nílusnál kell áldozniuk, hogy az istenek megenyhüljenek. Ezután gondtalanul hazatért Spártába ahol gondtalanul élt családjával.
Élete végén apósa, Zeusz azt az ajándékot adta neki, hogy halál nélkül az Élüszionba jutott.